# Million Reasons
Singles de Lady Gaga
Perfect Illusion
(2016) The Cure
(2017)
Pistes de Joanne
Perfect Illusion Sinner's Prayer
Million Reasons est une chanson de l'artiste américaine Lady Gaga. Premièrement dévoilée durant une performance du Dive Bar Tour, le titre sort officiellement en tant que deuxième single de l'album Joanne le 8 novembre 2016. Initialement sortie comme single promotionnel en octobre, le titre remplace A-YO et sort donc comme deuxième single.

## Écriture et production
Le morceau Million Reasons, septième piste de l'album Joanne, est écrit et produit par Gaga et Mark Ronson, ainsi que par les musiciens Hillary Lindsey et BloodPop. Cette ballade relate une histoire d'amour dans laquelle la chanteuse demande à son conjoint de lui donner une raison de ne pas le quitter. D'après certains fans, ce titre traite du couple que formait autrefois Gaga et l'acteur américain Taylor Kinney. 

## Parution
Million Reasons est disponible comme téléchargement digital promotionnel à tous ceux ayant pré-commandé l'album, à partir du 6 octobre 2016. Bien que A-YO ai été premièrement désigné comme deuxième single, il est décidé après l'apparition de Gaga dans l'émission américaine The Late Late Show with James Corden que Million Reasons succéderait à Perfect Illusion. Le titre est envoyé aux radios le 8 novembre 2016. 

## Accueil critique
Cady Lang, rédactrice chez Time, écrit apprécier la volonté de ne pas retoucher la voix de Gaga, qu'elle décrit comme déchirante. L'équipe de Idolator félicite quant à elle la chanteuse d'avoir produite une version country de son single Yoü and I, datant de 2011. L'une de leurs membres, Rachel Sonis, approuve et décrit le morceau comme simple et doux, lui accordant une note de 8,5/10. 
Néanmoins, Carl Williott et Mike Wass furent déçus, déclarant ensuite que l'atmosphère de l'album était encore pire qu'ils ne l'imaginait. Ces derniers donnèrent la note moyenne de 6,1/10 au morceau. Dans le même état d'esprit, Bowman, du même site web, désigna Million Reasons comme l'une des pistes de Joanne qui était facilement oubliable. Bien que Spencer Kornhaber, de The Atlentic, ait contesté que la chanson n'était pas mauvaise, il note que d'après lui, Gaga a négligé certains passages du morceau. 
Billboard classe Million Reasons 35e dans leur liste des 100 meilleures chansons pop de 2016.  

## Performance dans les charts
Aux États-Unis, Million Reasons débute 76e, puis 57e, 52e  avant d'atteindre la 4e position du le Billboard Hot 100, faisant du single sa 24e entrée dans le top, ainsi que sa deuxième de Joanne et son 14e single dans le top 10. En parallèle, 15 000 téléchargements digitaux du titre furent effectués, le faisant entrer dans les charts concernant ce type de téléchargements en 38e position.  
Au Royaume-Uni, la chanson débute 48e, ainsi que onzième en Écosse. Après la performance Gaga dans The X Factor, Million Reasons atteint la soixantième place dans les UK Singles Chart, avec l'achat de presque 10 400 copies. La semaine suivante, la performance de la chanteuse chez Alan Carr et le vidéo clip du titre lui font gagner des places, le classant ainsi 39e. Les ventes de presque 16 000 copies font du titre le dix-huitième morceau de Gaga à avoir été dans le top 40. Le single est certifié Or pour 400 000 ventes .  
En France, le morceau fait ses débuts en 107e position selon le Syndicat National de Publication Phonographique et est la neuvième plus haute entrée de la semaine du 8 octobre 2016.  
Le 15 décembre 2017, le titre est certifié Or en France selon le Syndicat National de Publication Phonographique.  

## Promotion
Diffusé en avant-première sur la chaîne américaine MTV, le clip vidéo illustrant le morceau est sorti le 14 décembre sur le compte YouTube de la chanteuse.
Le 5 octobre 2016, Gaga interprète pour la toute première fois le titre Million Reasons lors du premier concert de son Dive Bar Tour à Nashville. Elle reprend également la chanson au piano lors du Dive Bar Tour à Los Angeles. 
Le 20 novembre 2016, Gaga effectue une représentation acoustique de Million Reasons lors de la cérémonie des American Music Awards de 2016.   
Le 30 novembre 2016, au Victoria's Secret Fashion Show de Paris, Gaga commence le défilé en interprétant Million Reasons, entourée de superbes mannequins portant les pièces de lingerie de la nouvelle collection de la célèbre marque américaine.  
La chanteuse assure également la promotion du single sur le plateau de l'émission de radio française Cauet, sur celui du X Factor et du SNL, chez Allan Carr, au Royal Variety, ainsi qu'à la mi-temps du Super Bowl 51, dans l'émission SMAPxSMAP et lors des trois dates de sa courte tournée promotionnelle intitulée Dive Bar Tour.

## Historique de sortie
| Pays                        | Date             | Format                                         | Label                    | Ref.   |
| --------------------------- | ---------------- | ---------------------------------------------- | ------------------------ | ------ |
| Monde entier (single promo) | 5 octobre 2016   | Téléchargement numérique (single promotionnel) | - Interscope - Universal | [ 15 ] |
| États-Unis                  | 8 novembre 2016  | Hit temporel à la radio                        | - Interscope - Universal | [ 16 ] |
| Italie                      | 25 novembre 2016 | Hit temporel à la radio                        | - Interscope - Universal | [ 17 ] |
| Monde entier                | 17 février 2017  | Téléchargement numérique – KVR Remix           | - Interscope - Universal |        |
| Monde entier                | 17 mars 2017     | Téléchargement numérique – Andrelli Remix      | - Interscope - Universal |        |

## Crédits
- Lady Gaga – auteure, chanteuse, productrice, piano
- Hillary Lindsey – auteure, chanteuse, guitare
- Mark Ronson – auteur, producteur, guitare, basse
- BloodPop – producteur, claviers, rythme des morceaux, programmateur des cordes
- Joshua Blair – enregistrement
- Joe Visciano – enregistrement, mixage
- Brandon Bost – enregistrement, mixage
- Tom Elmhirst – mixage
- Barry McCreedy – assistant d'enregistrement
- David "Squirrel" Covell – assistant d'enregistrement
- Tom Coyne – maîtrise
- Randy Merrill – maîtrise

## Reprises
En 2020, la chanson a été reprise par l'acteur Jonny Beauchamp dans le deuxième épisode de la première saison de la série télévisée américaine Katy Keene.